# Кейс (острів)
73°19′00″ пд. ш. 77°48′00″ зх. д. / 73.3167° пд. ш. 77.8° зх. д.
Острів Кейс (англ. Case Island) — це майже круглий покритий льодом острів, 22 км в діаметрі, лежить біля узбережжя Землі Палмера, Антарктида. Острів розташований в затоці Керролл між материком і островом Смайлі. Він був нанесений на карту Геологічною службою Сполучених Штатів на основі досліджень та аерофотознімків ВМС США, 1961–66. Назву запропонував Фінн Ронне для сенатора Френсіса Х. Кейса, який допомагав отримати державну підтримку для надання корабля для антарктичної дослідницької експедиції Ронне, 1947-48.